# Stenodyneriellus perpunctatus
Stenodyneriellus perpunctatus är en stekelart som beskrevs av Giordani Soika 1995. Stenodyneriellus perpunctatus ingår i släktet Stenodyneriellus och familjen Eumenidae. Inga underarter finns listade i Catalogue of Life.